# Miura Gorō

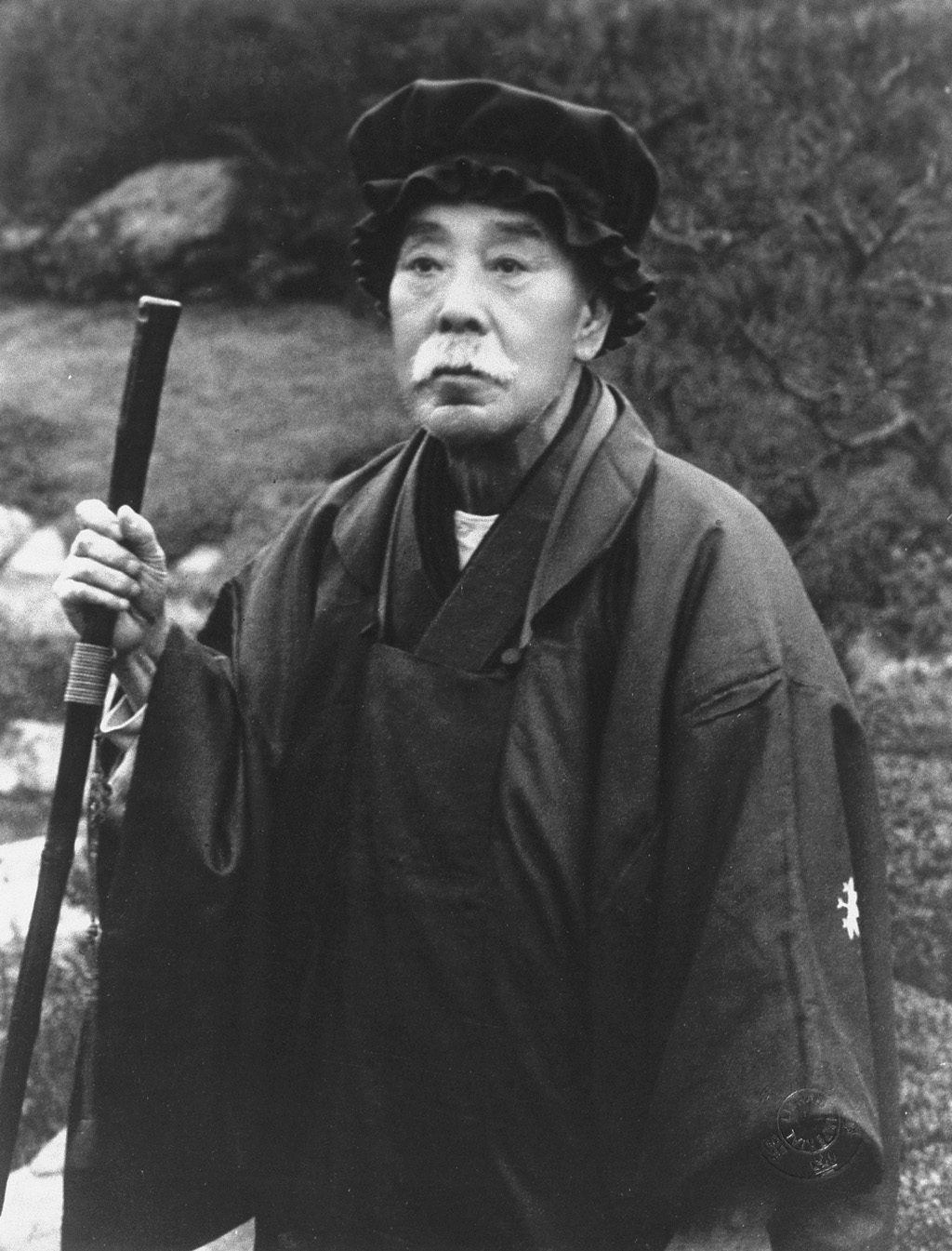
Miura Gorō

Miura Gorō (japanisch 三浦 梧楼; * 1. Januar 1847 in Hagi, Yamaguchi; † 28. Januar 1926 in Tokio) war ein Generalleutnant der Kaiserlich Japanischen Armee und Ministerresident in Korea.
Miura wurde in Chōshū (heute Präfektur Yamaguchi) in einer Samuraifamilie des Hagi-Clans geboren. Nach dem Studium an der Meirinkan-Militärakademie trat er der Kiheitai bei, einer irregulären Armee in Chōshū. Er spielte eine wichtige Rolle in der Niederschlagung des Tokugawa-Bakufu im Boshin-Krieg. Später hielt er verschiedene Posten im Ministerium für militärische Angelegenheiten inne und wurde Kommandant des Hiroshima-Bezirks. Während der Satsuma-Rebellion diente er als Kommandant der dritten Brigade der Armee.
1884 begleitete er Ōyama Iwao auf dessen Europareise um die verschiedenen europäischen Militärsysteme zu studieren. 1888 wurde er aufgrund von politischen Auseinandersetzungen mit Politikern aus Chōshū vom aktiven Dienst in die Reserve versetzt. Im November dieses Jahres schied er aus dem Dienst aus und wurde Präsident der Gakushūin, einer Erziehungseinrichtung für den Hochadel.
1890 wurde er Mitglied des Kizokuin, des japanischen Oberhauses des Parlamentes und wurde in den Rang eines Shishaku (Vizegraf) erhoben.
1895 wurde er der Nachfolger von Inoue Kaoru als Ministerresident in Joseon. Es wurde vermutet, dass Miura zusammen mit dem koreanischen Altkönig Heungseon Daewongun den Auftrag zur Ermordung der koreanischen Königin Myeongseong gab. Bei einer späteren Gerichtsverhandlung wurde er aber aus Mangel an Beweisen freigesprochen.
Später, nach der Annexion Koreas durch Japan 1910, wurde er Mitglied des Geheimen Rates und konzentrierte sich auf Vermittlungsgespräche zwischen den Führern der politischen Parteien.